# Абрахамян Ара Рафаелович
Ара Абрахамян  (швед. Ara Abrahamian, 27 липня 1975) — вірменський і шведський борець греко-римського стилю, олімпійський медаліст.

## Життєпис
На Пекінській олімпіаді Абрахамян здобув бронзову медаль, але під час церемонії нагородження поклав її на килим, протестуючи проти суддівства в півфіналі. Внаслідок цього інциденту його дискваліфікували й забрали медаль. Паралельно із виступами на спортивному килимі, займається тренерською діяльністю. Тренував, зокрема бронзового призера чемпіонату Європи 2009 Шарура Варданяна.

## Спортивні результати на міжнародних змаганнях

### Виступи на Олімпіадах
| Змагання                                   | Збірна | Вагова категорія                 | Місце  |
| ------------------------------------------ | ------ | -------------------------------- | ------ |
| Боротьба на літніх Олімпійських іграх 2000 | Швеція | греко-римська боротьба, до 76 кг | 6      |
| Боротьба на літніх Олімпійських іграх 2004 | Швеція | греко-римська боротьба, до 84 кг | Срібло |

### Виступи на Чемпіонатах світу
| Змагання                        | Збірна   | Вагова категорія                 | Місце  |
| ------------------------------- | -------- | -------------------------------- | ------ |
| Чемпіонат світу з боротьби 1998 | Вірменія | греко-римська боротьба, до 85 кг | 17     |
| Чемпіонат світу з боротьби 1999 | Швеція   | греко-римська боротьба, до 76 кг | 7      |
| Чемпіонат світу з боротьби 2001 | Швеція   | греко-римська боротьба, до 76 кг | Золото |
| Чемпіонат світу з боротьби 2002 | Швеція   | греко-римська боротьба, до 84 кг | Золото |
| Чемпіонат світу з боротьби 2003 | Швеція   | греко-римська боротьба, до 84 кг | Срібло |
| Чемпіонат світу з боротьби 2006 | Швеція   | греко-римська боротьба, до 84 кг | 8      |
| Чемпіонат світу з боротьби 2007 | Швеція   | греко-римська боротьба, до 84 кг | 5      |

### Виступи на Чемпіонатах Європи
| Змагання                         | Збірна   | Вагова категорія                 | Місце  |
| -------------------------------- | -------- | -------------------------------- | ------ |
| Чемпіонат Європи з боротьби 1996 | Вірменія | греко-римська боротьба, до 74 кг | 12     |
| Чемпіонат Європи з боротьби 2000 | Швеція   | греко-римська боротьба, до 76 кг | 6      |
| Чемпіонат Європи з боротьби 2001 | Швеція   | греко-римська боротьба, до 76 кг | Срібло |
| Чемпіонат Європи з боротьби 2002 | Швеція   | греко-римська боротьба, до 84 кг | Срібло |
| Чемпіонат Європи з боротьби 2008 | Швеція   | греко-римська боротьба, до 84 кг | Бронза |

### Виступи на інших змаганнях
| Змагання                                                        | Збірна | Вагова категорія                 | Місце  |
| --------------------------------------------------------------- | ------ | -------------------------------- | ------ |
| Кубок Вантаа з боротьби 1999                                    | Швеція | греко-римська боротьба, до 76 кг | Срібло |
| Північний чемпіонат з боротьби 2000                             | Швеція | греко-римська боротьба, до 85 кг | Золото |
| Північний чемпіонат з боротьби 2006                             | Швеція | греко-римська боротьба, до 96 кг | Золото |
| Північний чемпіонат з боротьби 2007                             | Швеція | греко-римська боротьба, до 96 кг | Золото |
| Турнір Дана Колова — Николи Петрова 2012                        | Швеція | греко-римська боротьба, до 96 кг | 18     |
| Золотий Гран-прі з боротьби 2012 (Сомбатгей)                    | Швеція | греко-римська боротьба, до 84 кг | Бронза |
| Олімпійський кваліфікаційний турнір з боротьби 2012 (Софія)     | Швеція | греко-римська боротьба, до 84 кг | Бронза |
| Олімпійський кваліфікаційний турнір з боротьби 2012 (Гельсінкі) | Швеція | греко-римська боротьба, до 84 кг | 5      |

### Виступи на змаганнях молодших вікових груп
| Змагання                                      | Збірна   | Вагова категорія                 | Місце |
| --------------------------------------------- | -------- | -------------------------------- | ----- |
| Чемпіонат Європи з боротьби серед молоді 1994 | Вірменія | греко-римська боротьба, до 74 кг | 7     |